# Mette Frobenius
Mette Frobenius (født 10.Marts 1969 i København) er en dansk standupkomiker.
Frobenius blev uddannet cand.merc.jur. fra Copenhagen Business School i 1999. Siden 1993 har hun arbejdet som foredragsholder og standupkomiker. Hun har også været på en række tv- og radioprogrammer, bl.a. i 1999 på Gæt og Grimasser og To Fag Frem. I 2000 blev hun radiovært på Radio 2. Hun har desuden været skribent på Tidens Kvinder fra 1994-2004 og siden 2006 klummeskribent i gratismagasinerne Kiwi, Workout og Yoyo. Hun har desuden medvirket i Stand-up.dk på TV 2 Zulu.
Hun er i bestyrelsen i Husets Teater.
Hun har to børn.

## Filmografi
- Stand-up.dk (1997)
- Den Bestøvlede Kat (2011) - Jill (dansk stemme)